# Žemaitijská vysočina
Žemaitijská vysočina (litevsky Žemaičių aukštuma) leží na severozápadě Litvy.
Pojmenování je odvozeno ze jména historické země Žemaitsko, ve které se vysočina rozkládá.
Na vysočině pramení Venta, jedna z největších litevských řek (vytéká z jezera Medainis) a také řada přítoků Němenu, z významných: Jūra, Minija, Dubysa. Mezi významná sídla patří Šiauliai, Plungė, Telšiai, Kuršėnai, Kelmė, Radviliškis a Raseiniai.